# برين أون فاير (فلم)
برين أون فاير (بالإنجليزية: Brain on Fire) ويُترجم حرفيًا إلى دماغ مشتعل هو فيلم سيرة ذاتية درامي أُطلق في عام 2016، وهو من إخراج وكتابة جيرارد باريت، وقد كتبهُ بناءً على مذكرات سوزانا كاهالان المنشورة تحت عنوان برين أون فاير: ماي منث أوف مادنيس (Brain on Fire: My Month of Madness). نجوم الفيلم هُم كلوي غرايس موريتز، جيني سلايت، توماس مان، تايلر بيري، كاري-آن موس، ريتشارد أرميتاج. بدأ التصوير الرئيسي في 13 يوليو 2015 في فانكوفر في كولومبيا البريطانية.
كان العرض الأول للفيلم في العالم في مهرجان تورونتو السينمائي الدولي بتاريخ 14 سبتمبر 2016. أُطلق الفيلم على نتفليكس في 22 يونيو 2018.

## قصة الفيلم
تدور أحداث الفيلم حول قصة حياة الصحفية (سوزانا كاهالان)، حيثُ يتتبع الفيلم رحلة مرضها والتجربة المُؤلمة التي عانتها مع المرض العصبي النادر، بدايةً من الأعراض العنيفة التي مرت بها وحتى وصول الطبيب السوري سهيل نجار إلى التشخيص واكتشاف السبب وراء مرضها.

## الشخصيات
- كلوى غرايس مورتيز: سوزانا كاهالان
- ريتشارد ارميتاج: توم كاهالان
- توماس مان: ستيفين

## الإطلاق
كان العرض الأول للفيلم في العالم في مهرجان تورونتو السينمائي الدولي بتاريخ 14 سبتمبر 2016. بعد فترة قصيرة، حصلت نتفليكس على حقوق توزيف الفيلم، وأطلقته في 22 يونيو 2018.

## روابط خارجية
- الموقع الرسمي
- مقالات تستعمل روابط فنية بلا صلة مع ويكي بيانات